# 第15回全国障害者スポーツ大会
第15回全国障害者スポーツ大会（だい15かいぜんこくしょうがいしゃスポーツたいかい）は、2015年（平成27年）に和歌山県で行われた。愛称は「紀の国わかやま大会」。マスコットキャラクターは国民体育大会と共通で紀州犬をモチーフにしたきいちゃん。

## 概要
スローガン
「躍動と歓喜、そして絆」
基本方針
- 可能性へのチャレンジ！
- 心温まる『紀の国わかやま』へ
- 支え合う未来へ

## 実施競技・会場

### 正式競技
和歌山市
- 陸上競技（身体・知的）- 紀三井寺陸上競技場
- 水泳（身体・知的）- 秋葉山公園県民水泳場
- 卓球（サウンドテーブルテニス（身）を含む）（身体・知的）- 武道・体育センター和歌山ビッグウエーブ/情報交流プラザ和歌山ビッグ愛
- 車椅子バスケットボール（身体）- 和歌山ビッグホエール

岩出市
- ボウリング（身体）- 紀の川ボウル
- バレーボール（身体）- 岩出市立市民総合体育館

海南市
- バレーボール（知的）- 海南市総合体育館

紀の川市
- ソフトボール（知的）- 紀の川市粉河運動場
- フットボールベースボール（知的）- 紀の川市粉河運動場
- グランドソフトボール（身体）- 紀の川市打田若もの広場
- サッカー（知的）- 桃源郷運動公園陸上競技場

日高川町
- アーチェリー（身体）- 南山スポーツ公園陸上競技場

田辺市
- バスケットボール（知的）- 田辺スポーツパーク 体育館
- バレーボール（精神）- 田辺市体育センター

上富田町
- フライングディスク（身体・知的）- 上富田スポーツセンター多目的グラウンド

### オープン競技
和歌山市
- 車椅子テニス（身体）- 和歌山市立つつじが丘テニスコート
- 卓球バレー（身体・知的・精神）- 和歌山県立体育館